# 第14176號行政命令
第14176號行政命令，標題為《解密總統約翰·F·甘迺迪、參議員羅拔·F·甘迺迪和牧師馬丁·路德·金博士遇刺案相關檔案》，是一項由美國總統當勞·特朗普於2025年1月23日簽署的行政命令，目的是公開約翰·F·甘迺迪、羅拔·F·甘迺迪和馬丁·路德·金遇刺案相關機密檔案。

## 背景
美國總統約翰·F·甘迺迪於1963年11月22日在德克薩斯州達拉斯遇刺身亡；他的弟弟羅拔·F·甘迺迪於1968年6月5日遭槍擊後於翌日不治；民權運動領袖馬丁·路德·金則於1968年4月4日遇刺。這三宗遇刺案長期以來引發諸多陰謀論，尤其是由於部分關鍵文件始終未曾解密。
儘管與這些遇刺案相關的記錄有數百萬份，但截至行政命令簽署時，仍有數千份檔案未被公開。

### 早期解密
在總統喬治·H·W·布殊任內，一項法案要求於2017年10月解密所有與約翰·F·甘迺迪遇刺案相關的記錄，儘管屆時部分檔案被公開，但仍有大量檔案處於保密狀態。2021年，總統祖·拜登簽署一份總統備忘錄，設置更多解密期限，釋放出超過13000份相關檔案。
特朗普在其第一次任期內曾承諾解密所有剩餘檔案，但由於中央情報局和聯邦調查局對國家安全的考量，他最終未能完成這一目標。不過，他在2024年競選總統時，再次重申他的解密承諾。

## 條款
行政命令要求國家情報總監在15天內提交約翰·F·甘迺迪遇刺案相關檔案的解密計劃，並在45天內提出針對羅拔·F·甘迺迪遇刺案和馬丁·路德·金遇刺案的解密計劃。

## 簽署
特朗普指示助手，將他簽署行政命令所使用的筆送給小羅拔·F·甘迺迪，即羅拔·F·甘迺迪的兒子、約翰·F·甘迺迪的侄子，同時也是特朗普提名的衛生與公共服務部部長。他在提到這項行政命令時表示：「這是一個重大舉措。」

## 外部鏈接
- 行政命令全文來自whitehouse.gov
- 行政命令全文來自《聯邦公報》